# Hiroko Nakamura
Hiroko Nakamura (jap. 中村 紘子 Nakamura Hiroko; ur. 25 lipca 1944 w Yamanashi, zm. 26 lipca 2016 w Tokio) – japońska pianistka; laureatka IV nagrody na VII Międzynarodowym Konkursie Pianistycznym im. Fryderyka Chopina (1965).

## Życiorys

### Wykształcenie
Na fortepianie grała od najmłodszych lat. Początkowo uczyła się w szkole muzycznej Toho Gakuen School of Music. W 1960 roku rozpoczęła studia w Konserwatorium Muzycznym w Tokio. W 1963 roku została pierwszą japońską studentką, która otrzymała stypendium na Juilliard School. Swe umiejętności doskonaliła m.in. u Zbigniewa Drzewieckiego i Nikity Magaloffa.

### Kariera pianistyczna
W 1960 roku zadebiutowała z orkiestrą i została solistką podczas światowego tournée Orkiestry Symfonicznej NHK. W 1961 roku wystąpiła w Festival Tokyo Metropolitan. Ponadto brała udział w kilku konkursach pianistycznych:
- Ogólnokrajowy Konkurs Muzyczny w Japonii (1958) – I nagroda
- I Międzynarodowy Konkurs Pianistyczny im. Van Cliburna (1962) – z powodu choroby nie była w stanie wystąpić w finale konkursu
- Międzynarodowy Konkurs Pianistyczny im. Fryderyka Chopina (1965) – IV miejsce i nagroda pozaregulaminowa Funduszu Stypendialnego im. Fryderyka Chopina dla najmłodszego finalisty Konkursu
- Międzynarodowy Konkurs Muzyczny im. Królowej Elżbiety Belgijskiej (1972) – nie dotarła do finału

Jej grę podczas Konkursu Chopinowskiego wysoko ocenił m.in. Tadeusz Kaczyński. Sukces w Warszawie sprawił, że w 1966 wzięła udział w tournée Orkiestry Symfonicznej Filharmonii Narodowej pod batutą Witolda Rowickiego. Występowała z wieloma słynnymi orkiestrami w wielu krajach Europy, Ameryki Północnej i Azji. W sezonie artystycznym 1999/2000 odbyła tournée po Europie i Stanach Zjednoczonych. W 2000 roku grała podczas ceremonii pogrzebowej japońskiego premiera Keizō Obuchiego. W całej karierze dała ponad 3 700 koncertów.
Była jurorem wielu konkursów pianistycznych, m.in. czterech Konkursów Chopinowskich (XII, XIII, XIV i XV), Konkursów Van Cliburna, Międzynarodowego Konkursu Muzycznego im. Piotra Czajkowskiego, Międzynarodowego Mistrzowskiego Konkursu Pianistycznego im. Artura Rubinsteina, a także konkursów w Lizbonie i Santanderze. Autorka kilku książek z dziedziny muzykologii.
Laureatka licznych nagród i odznaczeń. W 1993 roku została odznaczona Krzyżem Komandorskim Orderu Zasługi Rzeczypospolitej Polskiej. Otrzymała też złoty medal od Arthur Rubinstein International Music Society.

## Repertuar i dyskografia
W jej repertuarze znajdowały się dzieła Fryderyka Chopina, Roberta Schumanna, Claude’a Debussy’ego, Georga Friedricha Händla, Siergieja Prokofiewa, Ferenca Liszta, Ludwiga van Beethovena, Wolfganga Amadeusa Mozarta, Piotra Czajkowskiego i Siergieja Rachmaninowa.
W trakcie swojej kariery nagrała ponad 50 płyt.